# Richard Hermelin
Carl David Richard Hermelin i Fröllinge, född 2 april 1862 i Fors socken, Södermanland, död 25 december 1946 på Fröllinge i Getinge socken i Hallands län, var en svensk friherre, riksdagspolitiker och godsägare. 
Hermelin gjorde militär karriär innan han blev verkställande direktör för Genevads sockerfabrik 1906 och kom att engagera sig i flera organisationer med anknytning till jordbruket. Han blev ledamot av Lantbruksakademien 1913.
I riksdagen var han ledamot av första kammaren 1913–1919 för Första kammarens nationella parti och av andra kammaren 1921–1924 för Lantmanna- och borgarpartiet. I riksdagen var han särskilt engagerad i jordbruksfrågor.